# 구스타부 사우에르
구스타부 아폰수 사우에르벡(포르투갈어: Gustavo Affonso Sauerbeck, 1993년 4월 30일 ~ )는 구스타부 사우에르로 불리는 브라질의 축구 선수로 포지션은 공격수이다. K리그 등록명은 구스타보였다. 현재 보아비스타 FC 소속이다.

## 축구인 경력

### 선수 경력
2016시즌 K리그 챌린지를 앞두고 대전 시티즌에 임대이적하였다.
6월 18일 충주 험멜과의 홈경기를 통해 K리그 데뷔골을 성공시켰으며 서동현의 골을 어시스트하며 시즌 첫 어시스트도 기록하였다.
6월 22일 AFC 튀비즈와의 It's Daejeon 축구대회에서 팀의 두번째 골을 성공시켰으며, 6월 29일 부천 FC 1995와의 홈경기서 김동찬의 선제골을 어시스트함과 동시에 부천 수비수 5명을 제치고 시즌 2호골을 성공시키며 경기 MOM과 리그 20라운드 MVP에 선정되었다.
2017년 UAE의 알샤바브로 이적하였다.